# Полезине-Парменсе
Полезине-Парменсе (итал. Polesine Parmense) —  коммуна в Италии, располагается в регионе Эмилия-Романья, подчиняется административному центру Парма.
Население составляет 1509 человек, плотность населения составляет 60 чел./км². Занимает площадь 25 км². Почтовый индекс — 43010. Телефонный код — 0524.
Покровителем коммуны почитается святой Вит, празднование 15 июня.